# Françoise Mouly
Pour les articles homonymes, voir Mouly.
Françoise Mouly, née le 24 octobre 1955 à Paris, est une artiste et éditrice française, fondatrice du magazine graphique américain RAW et directrice artistique du magazine culturel américain The New Yorker depuis 1993.

## Biographie
Françoise Mouly a fait des études d'architecture à l'École nationale supérieure des beaux-arts de Paris, qu'elle a suspendues, débarquant aux États-Unis le 2 septembre 1974, pour une année sabbatique de voyage dans le pays. Après un passage au YMCA et à l'Armée du salut, elle emménage dans le loft qu'elle occupe toujours aujourd'hui et vit de différents petits boulots : vendeuse de cigarettes dans un kiosque, réalisatrice de maquettes d'architecture dans une agence japonaise, actrice non-professionnelle dans une pièce de Richard Foreman (Pandering to the Masses). Par son intermédiaire, elle s'intègre à une petite communauté d'artistes locaux, principalement des cinéastes. Elle a connu Art Spiegelman à travers la lecture d'Arcade, un magazine qu'il co-publiait. Elle a travaillé aussi comme peintre en bâtiment. En 1976, elle retourne à Paris, avant de revenir aux États-Unis et d'être en butte à des problèmes avec les services d'immigration, résolus grâce à son mariage.
En 1977, elle est coloriste free-lance pour Marvel Comics ; elle suit une formation d'imprimeur dans un cours de formation professionnelle.
Elle est mariée depuis 1977 à Art Spiegelman, l'auteur américain de Maus. Elle a dû se convertir au judaïsme pour satisfaire Vladek, le père de celui-ci.
Elle habite dans New York avec Spiegelman et leurs deux enfants, Nadja (née en 1987) et Dashiell (né en 1991).

### Carrière
De 1977 à 1991, où elle l'a revendu, elle a publié et édité le Streets of Soho and Tribeca Map and Guide, un guide financé  par des insertions publicitaires. Elle a créé sa maison d'édition Raw Books & Graphics en 1978 et a commencé à publier des objets graphiques divers à la fin de cette année, avec sa presse multilith.
Pour prolonger et approfondir cette activité graphique, elle fonde avec Art Spiegelman le magazine RAW, qu'ils codirigent et publient de 1980 à 1991. Françoise Mouly est apparue en 1988 dans le documentaire Comic Book Confidential.
Repérée par Tina Brown, elle lui succède comme directrice artistique du New Yorker en 1993. Entourée de dessinateurs et dessinatrices émergents tels Carter Goodrich, Abigail Gray Swartz ou Barry Blitt, elle renouvelle les célèbres couvertures du journal avec humour et fantaisie.
En 2000, elle a créé Raw Junior division, qui a publié Little Lit, compilations de comics pour enfants et en avril 2008, Toon Books, des comics cartonnés pour enfants (le premier étant Benny and Penny de Geoffrey Hayes).
En 2000, elle a dirigé un livre compilant des couvertures du New Yorker, à l'occasion du 75e anniversaire de cette publication ; en 2005, elle a été commissaire d'une exposition sur ce sujet au Norman Rockwell Museum de Stockbridge, Massachusetts. En 2007, elle a été co-commissaire avec Dodie Kazenjian d'une exposition de dessins et peintures sur le thème de Hansel et Gretel, à la Gallery Met du Lincoln Center.
À la suite de l'élection de Donald Trump, Françoise Mouly et sa fille Nadja Spiegelman publient en protestation la revue Resist! dans laquelle 84 pages sur 96 sont réalisées par des artistes femmes (dont Jaime Anderson, Sara Gironi Carnevale, Allison Conway, Lenhart Gäbel, Cathye Malkasian, Fiona Smyth, Jolanda Olivia Zürcher). Cette revue tirée à 60 000 exemplaires est distribuée gratuitement aux États-Unis.

## Œuvres
- Art Spiegelman et Françoise Mouly, Little Lit, Seuil Jeunesse, coll. « Création Jeunesse », 2002, 72 p.  (ISBN 978-2-02-051001-1)
- Art Spiegelman et Françoise Mouly (dir.), Little Lit : drôles d'histoires pour drôles d'enfants, Seuil, coll. « B.d. », 2005, 64 p.  (ISBN 978-2-02-060167-2)
- À la une du New-Yorker, Éditions Abbeville, coll. « Beaux livres », 2000, 244 p.  (ISBN 978-2-87946-205-9)
- Blown covers : New Yorker covers you were never meant to see = Les dessous du "New Yorker" : les couvertures auxquelles vous avez échappé, La Martinière, 2012  (ISBN 2732452408)

## Prix et récompenses
- 1989 : Prix Harvey spécial pour l'excellence dans la présentation pour son travail sur Hardboiled Defective Stories de Charles Burns (avec Art Spiegelman)
- 1991 : Prix Harvey de la meilleure anthologie pour Raw (avec Art Spiegelman)
- 2021 : inscrite au temple de la renommée Will Eisner (choix du jury)[5]